# Мішель Серр
Мішель Серр (Michel Serres; 1 вересня 1930, Ажен — 1 червня 2019, Венсенн) — французький філософ . Професор філософії в Сорбонні та в Стенфордському університеті. З 1990 року член Французької академії . Написав понад 50 книг.

## Біографія
1949 року Серр вступив до французької військово-морської школи в Бресті. 1952 року продовжив навчання у Вищій нормальні школі в Парижі, де 1955 року отримав агрегацію з філософії. З 1956 до 1958 рік проходив військову службу у ВМС Франції, брав участь у війні на Синаї.
У наступні роки він працював викладачем в університеті Блеза Паскаля Клермон-Ферран II, де познайомився з Мішелем Фуко та його вчителем Жулем Війєміном. 1968 року захистив докторську дисертацію. Після короткого перебування в університеті Джона Хопкінса за підтримки Рене Жирара отримав 1969 року професуру з історії науки в Паризькому університеті 1 Пантеон-Сорбонна. 1984 року паралельно став професором Стенфордського університету . 29 березня 1990 року був обраний до Французької академії (крісло № 18).
1994 року Серр був призначений президентом Науково-консультативної ради каналу освіти « Франція 5» .
Помер 1 червня 2019 року у віці 88 років.

## Визнання
- 1987 року Серр став офіцером ордена «За заслуги»
- 1997 року став командором цього ордена .
- Також був членом Ордену Почесного легіону: Шевальє з 1985 р., Офіцер з 1993 р., Командор з 2001 р. та головний офіцер з 14 липня 2010 року.
- 2012 року отримав премію Мейстера Екгарта .
- 2013 року отримав премію Дена Девіда .

## Праці
- 1968: Hermès I — La communication. Les Éditions de Minuit, Paris.
- 1972: Hermès II — L'interférence. Les Éditions de Minuit, Paris.
- 1974: Hermès III — La traduction. Les Éditions de Minuit, Paris.
- 1977: Hermès IV — La distribution. Les Éditions de Minuit, Paris.
- 1980: Hermès V — Le passage du Nord-Ouest. Les Éditions de Minuit, Paris.
- 1980: Le parasite. Grasset, Paris.
- 1983: Détachement. Flammarion, Paris.
- 1985: Les Cinq Sens. Philosophie des corps mêlés. Grasset, Paris.
- 1987: Statues. Le second livre des fondations. Éditions François Bourin, Paris.
- 1987: L'Hermaphrodite. Flammarion, Paris.
- 1989: (Hrsg.) Éléments d'histoire des sciences. Bordas, Paris.
- 1990: Le contrat naturel. Bourin, Paris 1990.
- 1991: Le Tiers-Instruit. Bourin, Paris
- 1993: Les Origines de la géométrie. Tiers Livre des fondations. Flammarion, Paris.
- 1993: La légende des anges. Flammarion, Paris.
- 1994: Éclaircissements. Cinq entretiens avec Bruno Latour. Bourin, Paris.
- 1994: Atlas. Editions Julliard, Paris
- 2001: Hominescence Le Pommier, Paris 2001.
- 2008: Le mal propre: polluer pour s'approprier? Le Pommier, Paris 2008.
- Petite Poucette. Éditions Le Pommier, Paris 2012, ISBN 978-2-7465-0605-3.
- 2011: Musique. Le Pommier, Paris 2011.
- 2017: C’était mieux avant. Le Pommier, Paris 2017.